# Nordsjö (film)
Nordsjö (finska: Vuosaari) är en finsk film från 2012 som regisserades av Aku Louhimies. Regissören, som också bott i Nordsjö, säger såhär om sin film "Många skådespelare, massor av teman, i framkant av önskan att bli sedd, berörd och älskad." I nyckelrollerna syns Laura Birn, Deogracias Masomi, Matleena Kuusniemi, Pekka Strang, Amanda Pilke, Jasper Pääkkönen, Lenna Kuurmaa och Mikko Kouki.

## Handling
Nordsjö är en episodfilm som utspelar sig i stadsdelen Nordsjö i östra Helsingfors. Filmen behandlar åtta olika historier om människor som söker kärlek och acceptans och möter något oåterkalleligt under vintern.

## Rollista
| Alma Pöysti            | – Marika          |
| Aino Louhimies         | – Aurora          |
| Deogracias Masomi      | – Make            |
| Laura Birn             | – Iiris           |
| Konsta Mäkelä          | – Ukki            |
| Kristjan Sarv          | – Painija         |
| Sean Pertwee           | – Robert          |
| Amanda Pilke           | – Milla           |
| Taneli Mäkelä          | – Millan isä      |
| Jasper Pääkkönen       | – Anders          |
| Eemeli Louhimies       | – Waltteri        |
| Jekaterina Novosjolova | – Waltteris mamma |
| Pertti Sveholm         | – Antero          |
| Topi Tarvainen         | – Aleksi          |
| Meri Nenonen           | – Aleksis mamma   |
| Pekka Strang           | – Lauri           |
| Mikko Kouki            | – Pertti          |
| Teemu Heino            | – Teemu           |
| Matleena Kuusniemi     | – Sara            |
| Lenna Kuurmaa          | – Viivi           |